# Hotel Mediterráneo
L'Hotel Mediterráneo fou un establiment hoteler inaugurat l'any 1923 al passeig Marítim de Palma. La construcció fou promoguda per Joan Pensabene Cunill com a sucursal de l'hotel Alhambra.
Inicialment comptava amb una capacitat de 31 places de categoria primera A. L'any 1927 fou ampliat a 120 habitacions. El 1944, Ramon Tarragó Jordana comprà l'hotel, el remodelà i en canvià la decoració. Es tornà a ampliar l'any 1952 segons el projecte de l'arquitecte Ponsettí. L'hotel esdevingué un centre de reunió i celebració d'actes de societat de Palma on s'hi allotjaren personalitats d'arreu del món comː Agatha Christie, Nixon, George Sanders, Anthonny Quinn, Michael Hein o Ava Gadner, entre d'altres. A la seva piscina s'hi rodaren escenes de les pel·lícules Un trono para Christie i Vacaciones en Mallorca (1959).
Fou dirigit per Joan Pensabene Cunill, els seus fills Salvador i Joan Pensabene Oliver, per Josep Cubeles Malapeira i Antoni Tarragó.
El 1975 es clausurà l'hotel i es convertí en pisos de luxe. Després del seu tancament, l'any 1987 també s'hi obriren els restaurants Badia Mediterrani i Mediterrani 1930. Més ʈard, també s'hi ubicà la discoteca Social Club.
Una imatge molt representativa de l'hotel era el pont que travessava per damunt del passeig marítim per unir la piscina amb la resta de l'establiment. Aquest pont i la piscina serien demolits com a conseqüència de la reforma del passeig marítim que s'inicià l'any 2023.